# Lobivia tiegeliana
Lobivia tiegeliana là một loài thực vật có hoa trong họ Cactaceae. Loài này được Wessner mô tả khoa học đầu tiên năm 1939.